# Viogor
Viogor (cyr. Виогор) – wieś w Bośni i Hercegowinie, w Republice Serbskiej, w gminie Srebrenica. W 2013 roku liczyła 14 mieszkańców.